# Petkus (Baruth/Mark)
Petkus [ˈpɛtˌkʊs] ist ein Ortsteil der Stadt Baruth/Mark im Landkreis Teltow-Fläming in Brandenburg, Deutschland.

## Geographie
Petkus liegt rund 50 Kilometer von der Südgrenze der Stadt Berlin und rund zwölf Kilometer südwestlich von Baruth entfernt, direkt am Golmberg, der höchsten Erhebung des Niederen Flämings. Zum Ort zählt der Wohnplatz Lochow. Nachbarorte von Petkus sind (im Uhrzeigersinn, von Westen beginnend) Charlottenfelde (Gemeindeteil von Petkus), Ließen und Merzdorf (ebenfalls Ortsteile von Baruth) sowie Damsdorf (Gemeindeteil von Steinreich) und Wahlsdorf (Ortsteil der Stadt Dahme/Mark). Die höchste Erhebung ist der westlich gelegene, 150,1 m ü. NHN m hohe Butterberg, gefolgt vom südlich gelegenen, 149,1 m ü. NHN m hohen Kaukenberg.
Petkus liegt an der in Ost-West-Richtung verlaufenden Bundesstraße 115 zwischen Baruth und Jüterbog.

## Geschichte

### 13. bis 16. Jahrhundert
Das Dorf Petkus wurde erstmals 1229 als Teodericus de Petecose erwähnt und gehörte zu dieser Zeit zum Erzbistum Magdeburg. Über die Ortsbezeichnungen petekocz (1376 und 1387), Beitkus (1422), Betko (1529) und Petkes (1532) hält sich seit 1821 endgültig der Name Petkus, im Volksmund noch bis vor kurzem Pekkes genannt. Vermutlich handelte es sich um eine slawische Siedlung, die vom Bistum als Lehen vor 1376 an die Familie Schlieben ging. Der Ringwall hatte einen Durchmesser von 50 bis 60 Metern und war von einem Graben umgeben, um den sich ein weiterer Wall legte. Dieser war von einem äußeren Graben umgeben, dessen Durchmesser in Ost-West-Richtung rund 110 Meter, in Nord-Süd-Richtung rund 105 Meter betrug. In historischen Dokumenten wurde diese Fläche als Schantzen Stücken bzw. alte Burg, Türkenschanze bezeichnet.
Über die Familie von Schlieben kam das unregelmäßige Platzdorf im Jahr 1326 in den Besitz des Sachsenkönigs Rudolf I. und war damit eine Exklave des Herzogtums Sachsen-Wittenberg. Aus dem Jahr 1474 ist ein Verzeichnis Der Mannschaft des Landes Sachsen Einkommen überliefert, das alle Einwohner der Standesherrschaft aufführte. Petkus war darin 28 Hufen groß und die Einkünfte aus dem Dorf wurden auf mehrere Mitglied der Familie von Schlieben aufgeteilt: Balthasar von Schlieben erhielt vom Richter 15 Groschen (gr) für ein Lehnpferd. Ein Einwohner gab 14 Scheffel Korn, ein weiterer 24 Scheffel Korn und 18 Scheffel Hafer. Ein Einwohner zahlte 7 Scheffel Korn und 4 Scheffel Hafer; hinzu kamen Dienste von einem Kossäten. Offe und Jorgen von Schlieben erhielten vom Richter 30 gr für ein Lehnpferd sowie 14 Scheffel Korn und 8 Scheffel Hafer von einem Einwohner. Ein anderer Einwohner zahlte 4 Scheffel Korn, ein weiterer 22 Scheffel Korn und 6 Scheffel Hafer. Ein Einwohner zahlte 28 Scheffel Korn und 12 Scheffel Hafer; ein Einwohner 7 Scheffel Korn und 18 Scheffel Hafer. Ein weiterer Anteil gehörte Magnus und Balthasar von Schlieben. Für diesen Anteil erhielten sie vom Richter 45 gr für ein Lehnpferd sowie von zwei Einwohnern je 26 Scheffel Korn und 12 Scheffel Hafer. Drei Einwohner gaben jeder 28 Scheffel Korn und 12 Scheffel Hafer. Ein Hof war nicht besetzt und mit Abgaben von 28 Scheffel Korn und 12 Scheffel Hafer belegt. Die drei Kossäten gaben jeder ein Huhn und drei Eier.
Unter Moritz von Sachsen gelangte Petkus nach dem Schmalkaldischen Krieg zum Kurkreis, dem späteren Wittenbergischen Kreis. Im Jahr 1529 kam es zu einer Visitation, bei der in Petkus 17 Hufner und 7 Gärtner (Kossäten) festgestellt wurden. Der Pfarrer erhielt zu dieser Zeit 24 Scheffel Korn, 4 Scheffel Hafer sowie „30. Garbe“, die etwa 20 Scheffel Korn ausmachte. Hinzu kamen 20 Scheffel Hafer, 1⁄3 des Fleischzehnt und 4 Fuder Wiesenwachs. Er besaß drei Hufen Acker, einen Garten und das Recht, Holz zu schlagen. Der Küster erhielt 2 1⁄2 Malter Korn und 46 Brote. Die Akten vermerkten weiterhin, dass „des Küsters Haus“ erbaut werden soll.
Deutlich detaillierte Angaben standen in der Türkensteuerveranlagung für alle Orte von 1542, in der die Abgaben aus der Reichstürkenhilfe aufgeführt wurden. Dort wurden erstmals spezifizierte Angaben über Haus, Hof, Garten und Hufenbesitz sowie den Viehbesatz niedergelegt. Der Witwe von Schlieben waren dabei fünf Steuerpflichtige zugewiesen. Sie erhielt von einer Person 40 Rheinische Gulden (fl), zweimal 30 fl, einmal 18 fl und einmal 6 fl. Die Brüder von Schlieben erhielten die Abgaben von vier Steuerpflichtigen. Der erste von ihnen besaß ein Haus mit Hof, zwei Kühe, zwölf Schafe und zahlte 14 fl. Eine weitere Person mit Haus und Hof besaß zwei Hufen, vier Zugpferde, vier Kühe, zwölf Schafe, zwei jährige Kälber und zahlte 44 fl. Eine dritte Person mit Haus und Garten hielt drei Kühe, 18 Schafe und zahlte 20 fl. Der Müller mit Haus, Hof und Windmühle besaß zwei Zugochsen, zwei Kühe, neun Schafe, ein Schwein und zahlte 58 fl. Aus dem Anteil des Veit von Schlieben ergaben sich Einkünfte von weiteren vier Steuerpflichtigen. Der erste besa ein Haus mit Hof und drei Hufen, vier Zugpferde, vier Kühe, vier jährige Kälber, 18 Schafe, vier halbjährige Schweine und zahlte 80 fl. Eine weitere Person mit Haus, Hof und drei Hufen besaß zwei Kühe, zwei jährige Kälber, sechs Schafe, zwei jährige Schweine und zahlte 49 fl. Eine andere Person mit Haus, Hof und ebenfalls drei Hufen besaß vier Zugpferde, zwei Kühe, zwei jährige Kälber, zwölf Schafe, sechs halbjährige Schweine und zahlte 63 fl. Die letzte Person besaß ein Haus mit Hof, zwei Kühe, neun Schafe und zahlte 19 fl.
Im Jahr 1541 kam es zu einem Großbrand, bei dem alle Gebäude im Dorf zerstört wurden. Ein Register aus dem Jahr 1551 zählte 17 Veranlagte auf, von denen 13 Güter besaßen. Sie gaben einmal 13 1⁄2 Schock, einmal 13 Schock, einmal 11 1⁄2 Schock, einmal 11 Schock (der Schulze), zweimal 10 1⁄2 Schock, einmal 10 Schock, dreimal 9 Schock, einmal 6 Schock, einmal 4 1⁄2 Schock sowie einmal 4 Schock. Vier der Bewohner besaßen Höfe, für die sie einmal 6 1⁄2 Schock, einmal 6 Schock, einmal 4 1⁄2 Schock und einmal 3 1⁄2 Schock bezahlten. Eine erneute Visitation im Jahr 1555 ergab 17 Hufner und 7 Gärtner. Der Pfarrer erhielt neben dem 1⁄3 des Fleischzehnt die 30. Mandel „allerlei Getreide“ zu, Zehnten, dazu 21 Scheffel Korn. Zwei der drei Hufen wurden von ihm selbst bewirtschaftet, während er die dritte Hufe zurückkaufen musste – und demnach offenbar zuvor für 4 Scheffel Korn und 4 Scheffel Hafer verpfändet worden war. Der Küster erhielt nach wie vor 2 1⁄2 Malter Korn und 46 Brote.
Bei einer erneuten Visitation im Jahr 1575 blieb die Anzahl der Hufner und Kossäten unverändert. Der Pfarrer erhielt 21 Scheffel Korn, 4 Scheffel Hafer und die 30. Mandel sowie den 1⁄3 des Fleischzehnt. Eine Hufe war verpachtet; zwei bewirtschaftete er selbst. Im Garten konnte er 4 Fuder Heu ernten. Der Küster erhielt 2 1⁄2 Malter Korn, nur noch 24 Brote aus Petkus, aber 6 Scheffel Korn und 5 Brote aus Ließen, 14 Scheffel Korn und 8 Brote aus Wahlsdorf sowie zu Ostern ein Paar Eier aus jedem Haus. Ab 1587 gelangte Petkus in den Pfandbesitz der Familie von Hake, die es 1675 übernahmen.

### 17. und 18. Jahrhundert
Den Dreißigjährigen Krieg überlebten lediglich zwei Hufner, drei Kossäten und vier Kleinhäusler. Sieben Hufnerhöfe lagen wüst, ebenso fünf Kossätenhofe und zwei Kleinhäusler.
Im Jahr 1708 gab es in Petkus einen Eineinhalbhufner, der 18 Scheffel Aussaat ausbrachte. Ein weiterer Eineinhalbhufner brachte 14 Scheffel aus, einer sieben Scheffel. Vier Eineinhalbhufnerhöfe mit je 14 Scheffel Aussaat waren im Besitz der Obrigkeit, von denen drei Höfe wohl bereits in der Zeit derer von Schlieben in das Vorwerk verlegt wurden. Die vier Kossäten kamen auf je 3 1⁄2 Scheffel Aussaat; ein weiterer Kossät auf 3 Scheffel. Es gab weiterhin drei besetzte sowie zwei wüste Häuslerstellen. Auf einer der wüsten Stellen lebte der Winzer der Herrschaft; die Wiesen wurden von den Herren zu Solms „de facto an sich gezogen“. Aus dem Jahr 1715 wurde lediglich von 25 Häusern „ohne das adelige Haus“ berichtet. Drei Jahre später lebten in Petkus fünf Hufner, fünf Kossäten und 4 Häusler auf 15 1⁄2 Hufen Dort brachten sie 72 Scheffel 10 1⁄2 Metzen Aussaat aus. Im Jahr 1750 waren es vier Hufner, drei Halbhufner, sechs Gärtner oder Kossäten sowie sechs Häusler. Vier Bauernhöfe, zwei Kossätenhöfe und drei Häuslerstellen waren nach wie vor nicht besetzt. In den Jahren 1754 und 1764 wurde die Größe des Dorfes mit 15 1⁄2 Hufen angegeben. Im Jahr 1777 gab es nach wie vor vier Hufner, drei Halbhufner und mittlerweile sechs Kossäten sowie acht Häusler. Fünf Höfe waren unbesetzt; daneben gab es im Dort neben der Pfarre eine Schäferei, eine Schule, ein gemeinschaftlich genutztes Hirtenhaus sowie sieben als „herrschaftlich“ bezeichnete Gebäude des Ritterguts derer von Hake. Der letzte Eigentümer aus diesem Adelsgeschlecht, dem Petkus gehörte, Carl Gottfried von Hake musste es im Jahr 1782 an den preußischen Major Friedrich Leopold von Thümen verkaufen.

### 19. Jahrhundert
Der Ort gehörte bis 1815 – als damals nördlichster Ort im Amt Schlieben – zum Königreich Sachsen und kam mit dem Wiener Kongress und der Auflösung der Exklaven zu Preußen. Im Dorf arbeiteten mittlerweile zahlreiche Gewerke: Es gab einen Schuhmachermeister, einen Rad- und Stellmachermeister, einen Windmüller, eine Brauerei, zwei Brantweinbrennereien, einen Hufschmiedemeister, einen Leineweber, einen Schneidermeister und einen Gastwirt. Friedrich Leopold von Thümen starb am 13. Dezember 1816 in Petkus. Seine Nichte war mit Carl Wilhelm Ferdinand von Lochow verheiratet. Er erwarb im gleichen Jahr das Gut und zog im Jahr 1821 mit seiner Familie von Lübnitz nach Petkus. Aus der Ehe gingen zehn Kinder hervor. Zwei Töchter sowie Ferdinand Heinrich Ewald von Lochow blieben in Petkus. Es bestand im Jahr 1821 aus vier Hufnern, drei Halbhufnern, sechs Kossäten, fünf Häuslern, einer Windmühle und Schäferei sowie weiteren 20 Häusern; 1937 waren es im Rittergut und Dorf insgesamt bereits 33 Wohnhäuser. Durch eine Separation erhielt er im Jahr 1826 südlich von Petkus weiteres Ackerland und ließ darauf das Vorwerk Lochow errichten. Das Jahr 1840 weist für Petkus einen Schneider mit seinem Sohn als Gehilfen aus. Ebenso arbeitete dort ein Stellmacher mit seinem Sohn als Gehilfen, ein Tischler mit einem Gehilfen, ein Schuhmacher, ein Leineweber mit einem Stuhl, ein Schmiedemeister mit einem Gehilfen sowie ein Zimmergeselle. Ferdinand übernahm 1847 das Gut mit den Ländereien in Liepe und Kaltenhausen und heiratete noch im selben Jahr Eva Agnes Auguste, eine geborene von Schlieben. Kaltenhausen war zunächst ein eigenständiges Dorf, das im Jahr 1368 erstmals als Kaldenhusen im Besitz des Erzbistums Magdeburg erwähnt wurde. Es gehörte im Gegensatz zu Petkus bereits nach der Reformation ab 1680 zu Brandenburg. Zwischen Petkus und Kaltenhausen befand sich lange Zeit die Landesgrenze zwischen Sachsen und Preußen. Diese soll mitten durch den Saal einer Gastwirtschaft gegangen sein. Im Dorf standen ausweislich eines Ortschaftsverzeichnisses im Jahr 1858 insgesamt drei öffentliche sowie 25 Wohn- und 54 Wirtschaftsgebäude, darunter eine Getreidemühle. Im Gut standen 11 Wohn- und 19 Wirtschaftsgebäude, darunter eine Ziegelei, die in einem Abbau entstanden war. 1863 wurde der Ort nach Petkus eingemeindet. Unter Ferdinands Leitung entstand im Jahr 1858 am Rand des Angers ein Gutshaus. Eva Agnes Auguste übernahm nach dem frühen Tod ihres Mannes im Jahr 1865 die Verwaltung des Gutes und übergab sie im Jahr 1876 an ihren Sohn Ferdinand von Lochow (1849–1924). Er musste gemäß einer testamentarischen Verpflichtung seine sechs Geschwister auszahlen. Um die Einnahmen aus dem Gut zu erhöhen, forschte er ab 1881 an Roggen. Er züchtete den Petkuser Saatroggen, der ab 1891 europaweit bekannt wurde. Ferdinand setzte sich 1882 für die Gründung eines landwirtschaftlichen Vereins ein, dem ein Jahr später ein Pferdezuchtverein und 1890 eine Molkereigenossenschaft folgten. Zum Dorf Petkus gehörte im Jahr 1885 der Wohnplatz Kaltenhausen, im Jahr 1891 war Petkus Pfarrdorf mit Rittergut und Ziegelei. Im Rittergut bestanden im Jahr 1895 die Wohnplätze Lochow und Ziegeleien.

### 20. und 21. Jahrhundert
Ferdinand von Lochow setzte sich weiterhin für einen Anschluss des Ortes an die Jüterbog-Luckenwalder Kreiskleinbahnen im Jahr 1900 ein. Es entstanden Arbeiterwohnungen und 1920 eine Stromversorgungsgesellschaft. Im Dorf standen zu dieser Zeit 43 Häuser. Darin wohnten unter anderem ein Altsitzer und Handelsmann und fünf Büdner, die 25 Hektar, 19,50 Hektar, 13,25 Hektar, 12,75 Hektar und 10,75 Hektar Land bewirtschafteten. Der Gastwirt besaß 32,35 Hektar, ein Halbhufner 28,20 Hektar. Vier Hufner bewirtschafteten 91,25 Hektar, 77,50 Hektar, 43,15 Hektar und 40 Hektar Land, ein Hufner, der auch Gemeindevorsteher war, kam auch 50,50 Hektar. Die vier Kossäten besaßen 26,25 Hektar, 21 Hektar, 13,50 Hektar und 11 Hektar Land. Es gab einen Lehrer, einen Pastor sowie einen Stammgutsbesitzer mit 9,50 Hektar Land. Die Windmühlenbesitzerin bewirtschaftete 5,50 Hektar; einer Witwe standen 16,50 Hektar zu. Im Rittergut standen 15 Häuser; darin wohnten unter anderem ein Amtssekretär, eine Erzieherin, ein Förster, ein Inspektor, ein Molkereiverwalter sowie der Rittergutsbesitzer von Lochow und seine Frau. Nach seinem Tod übernahm sein Sohn Ferdinand im Jahr 1924 das Gut. Die Saatzucht wurde in einer eigenständigen GmbH unter der Leitung von Walter Laube weitergeführt. Petkus wurde im Jahr 1928 Landgemeinde und das Rittergut mit dem Dorf vereint. Es bestand im Jahr 1931 aus der Landgemeinde mit den Wohnplätzen Vorwerk Lochow und Ziegelei Petkus. Im gleichen Jahr starb Ferdinand, seine Frau übernahm bis 1945 die Geschäfte. Im Jahr 1939 war sie die Eigentümerin eines land- und forstwirtschaftlichen Betriebes, der in einer Statistik in der Größenklasse über 100 Hektar geführt wurde. Insgesamt 15 weitere Betriebe waren zwischen 20 und 100 Hektar, neun zwischen 10 und 20 Hektar, acht zwischen 5 und 10 Hektar und zehn zwischen 0,5 und 5 Hektar groß.
Nach dem Ende des Zweiten Weltkrieges wurde die Familie und deren Gut mit einer Fläche von 1126,1 Hektar Fläche enteignet, darunter 419,7 Hektar Acker, 3,6 Hektar Gärten, 45 Hektar Wiese und Weide sowie 657,7 Hektar Wald. Von dieser Fläche gingen 45,5 Hektar an 15 landarme Bauern sowie 20 Hektar Wald an die Gemeinde. Das Gut wurde mit 1060,6 Hektar Land ausgestattet und gemeinsam mit der Saatzuchtgesellschaft Petkus in ein Volkseigenes Gut (VEG) umgewandelt. Das Gutshaus wurde fortan als Außenstelle einer Berufsschule in Jüterbog genutzt, die 1951 in eine selbstständige Betriebsberufsschule und im Herbst 1954 vom VEG Petkus geleitet wurde. Petkus bestand in den Jahren 1950 und 1957 als Gemeinde mit dem Wohnplatz Vorwerk. Im Jahr 1956 gründete sich eine LPG vom Typ III mit zunächst 10 Mitgliedern und 154 Hektar landwirtschaftlicher Nutzfläche. Sie wurde im Jahr 1960 mit der LPG III Charlottenfelde vereint und wuchs auf 83 Mitglieder und 475 Hektar Fläche im Jahr 1961 an. In den folgenden Jahren wurden weitere LPGn angeschlossen: 1976 die LPG Liepe zum Teil, die LPG Typ III Ließen, die LPG Typ III Merzdorf sowie die LPG Typ III Wahlsdorf. Im Jahr 1962 bestanden zwei VEG mit 355 Beschäftigten und 1488 Hektar Fläche. Am 2. Januar 1971 wurde Charlottenfelde nach Petkus eingemeindet. Im Jahr 1983 bestanden die LPG mit den Betriebsteilen Buckow, Ließen, Wahlsdorf, Abteilung Schweinefleischproduktion Merzdorf, sowie die LPG Petkus, Sitz Weißen, mit Rindermastanlage, Abteilung Viehzuchtbrigaden.
Nach der Wende übernahm die Treuhandanstalt die Verwaltung des Gutes. Die Berufsschule wurde geschossen. 1991 erwarb die Lochow-Petkus GmbH mit Sitz in Bergen im Landkreis Celle in Niedersachsen die Zuchtstation. Die Familie von Lochow erwarb das Gutshaus sowie einen Großteil der Ackerflächen.
Am 31. Dezember 1999 schlossen sich die bisherigen Gemeinden Ließen, Merzdorf und Petkus zu einer neuen Gemeinde Petkus zusammen. Am 31. Dezember 2001 wurde Petkus zusammen mit Dornswalde, Klasdorf, Paplitz und Schöbendorf in die Stadt Baruth eingemeindet.

### Bevölkerungsentwicklung
| Jahr            | 1817 | 1837 | 1858 | 1871 | 1885 | 1895 | 1905 | 1925 | 1939 | 1946 | 1964 | 1971 | 1981 |
| --------------- | ---- | ---- | ---- | ---- | ---- | ---- | ---- | ---- | ---- | ---- | ---- | ---- | ---- |
| Einwohner       | 231  | 293  |      |      |      |      |      | 556  | 457  | 827  | 675  | 702  | 821  |
| Dorf            |      |      | 153  | 167  | 162  | 225  | 230  |      |      |      |      |      |      |
| Gut             |      |      | 139  | 119  | 136  | 85   | 143  |      |      |      |      |      |      |
| Ziegelei        |      |      |      |      | 14   | 11   |      |      |      |      |      |      |      |
| Ziegelei Petkus |      |      |      |      |      |      | 4    |      |      |      |      |      |      |

## Kultur und Sehenswürdigkeiten

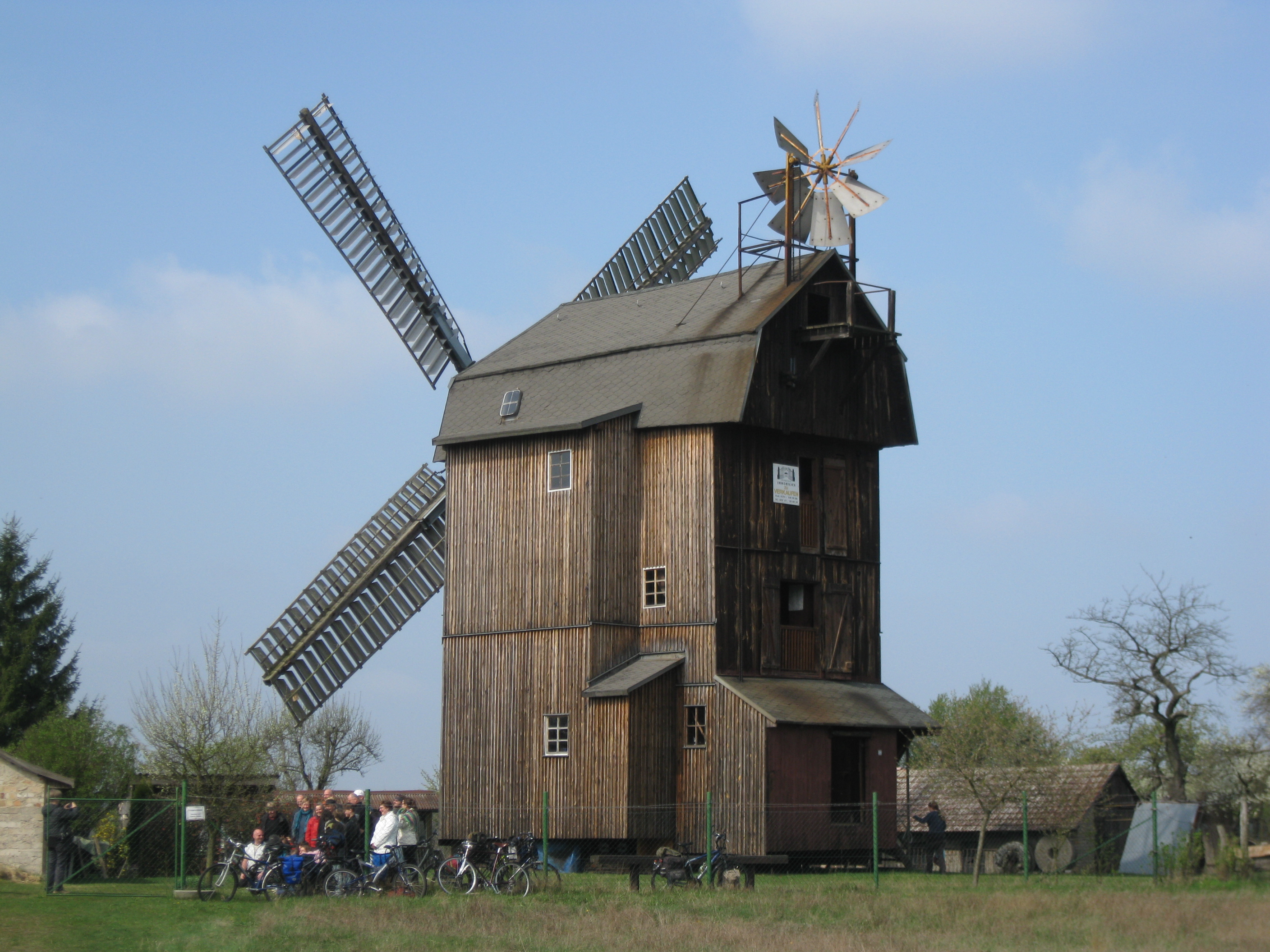
Friedensmühle Petkus (Baudenkmal), 2014

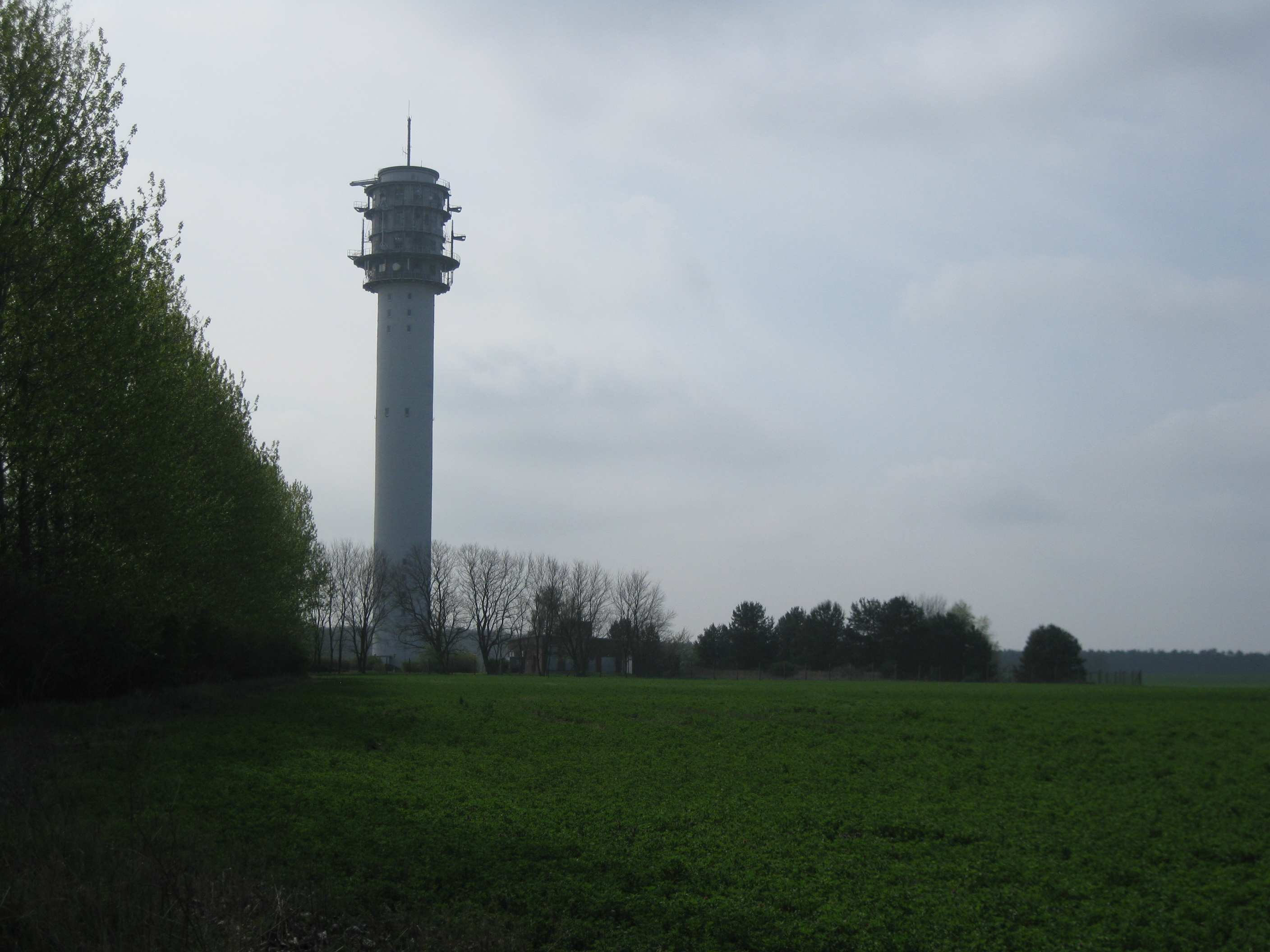
Fernmeldeturm „Petki“ in Petkus, 2014

Die Dorfkirche Petkus ist ein Feldsteinbau aus dem 13. Jahrhundert, der in der zweiten Hälfte des 16. Jahrhunderts um einen backsteinernen Westturm ergänzt wurde.
Das Gutshaus Petkus entstand im Jahr 1858 auf einem hohen Kellergeschoss als elfachsiger Putzbau, der später zu einem zweigeschossigen Gebäude mit Mezzanin erweitert wurde. Das Gutshaus sowie der Gutspark mit Ferdinand-von-Lochow-Denkmal sind denkmalgeschützt. Sowohl das von der Familie von Lochow bewohnte Gutshaus, als auch der Gutshof und der alte Park der Anlage wurden wieder nach dem früheren Vorbild instand gesetzt. Das 1936 erbaute und vollständig sanierte Gutshaus Petkus in der Merzdorfer Straße liegt direkt an der Flaeming-Skate und wird als Hotel betrieben.
Am Ortsausgang nach Wahlsdorf befindet sich eine 1835 erbaute Bockwindmühle, die Friedensmühle Petkus. Im Jahr 1950 wurde sie in eine Paltrockmühle mit Windrose und Jalousieflügeln umgebaut. Sie wurde inzwischen von ihrem Eigentümer restauriert und ist wind- und mahlgängig.
Zudem befindet sich ebenfalls am südlichen Ortsausgang von Petkus ein 106 Meter hoher, in den 1960er Jahren erbauter Fernmeldeturm.
Durch Petkus führt die 220 km lange Flaeming-Skaterstrecke des Landkreises Teltow-Fläming.
Die Freiwillige Feuerwehr sowie der Petkuser Sportverein organisieren regelmäßig Feste für eine breite Öffentlichkeit mit dem Ziel, das kulturelle und sportliche Leben zu bereichern.

## Söhne und Töchter
- Albrecht von Carlowitz (1837–1924), preußischer Generalmajor
- Ferdinand von Lochow (1849–1924), Agrarwissenschaftler
- Erich von Lochow (1853–1922), Generalleutnant
- Ewald von Lochow (1855–1942), preußischer General der Infanterie